# Miss
Miss — третий студийный альбом российской певицы Доры, выпущенный 3 июня 2022 года на лейбле Rhymes Music. Альбом содержит в себе 13 треков.

## Описание
Альбому предшествовали три сингла «Барбисайз», «Loverboy» и «Я боюсь людей». Вместе с треком «Loverboy» были анонсированы альбом и его дата выхода — 25 февраля 2022 года. 24 февраля 2022 года певица перенесла релиз в связи со вторжением России на Украину. Позже вышел трек «Я боюсь людей», с которым Дора объявила новую дату выхода — 3 июня 2022 года.
В альбоме представлены совместные композиции с белорусским рэпером ЛСП, российско-белорусской певицей Мэйби Бэйби и хип-хоп исполнителем Платина.

## Критика и оценки

### Отзывы в специализированных музыкальных изданиях
Николай Овчинников из Афиша Daily считает, что Miss — «отличный слепок женской поп-музыки нулевых», «дерзкой» и «чувственной» одновременно. Рецензент отмечает, что альбом учитывает тренды и в хип-хопе, и в гитарной альтернативе. По мнению критика, проблема альбома заключается в том, что «эпоха радужной ностальгии по нулевым закончилась в феврале: когда вокруг большая боль, боль сердечная кажется слишком маленькой». При этом рецензент подчеркнул, что не считает Miss «абсолютно неуместным и ненужным сейчас альбомом», аргументируя это тем, что «странно требовать от запланированной изначально на 25 февраля пластинки соответствия текущему моменту» и добавляя про альбом следующее:
«Miss» сохраняет свою гуманистическую функцию. Это диск о том, как справиться со своими маленькими трагедиями и при этом не обесценивать их на фоне большой истории. О том, как жить, когда на тебя все смотрят (и не важно, популярный ты артист или просто что‑то опубликовал в сети). О том, как принять свою слабость, нерешительность и ранимость. О том, как, в конце концов, отвалить от самого себя. Забор вокруг нас стал ещё выше, и, чтобы его починить или снести, нам надо помириться с самими собой.

— «„Miss“ Доры — идеальный альбом из прошлой жизни» — Афиша Daily, Николай Овчинников, 3 июня 2022.

### Собственное мнение исполнительницы
В интервью ТНТ Music Дора сказала, что альбом «Miss» абсолютно не похож на её прошлый альбом «Боже, храни кьют-рок». Дора отметила, что вдохновлялась R&B нулевых, такими исполнителями как Ни-Йо и Рианна.

## Список композиций
| №   | Название                              | Длительность |
| --- | ------------------------------------- | ------------ |
| 1.  | «Розовые волосы»                      | 2:32         |
| 2.  | «Автопилот» (совместно с Платиной)    | 3:15         |
| 3.  | «Заставь»                             | 3:21         |
| 4.  | «La bohème»                           | 2:52         |
| 5.  | «Loverboy»                            | 2:37         |
| 6.  | «Я боюсь людей»                       | 2:12         |
| 7.  | «Нет тебя» (совместно с ЛСП)          | 3:42         |
| 8.  | «Бриллианты»                          | 2:23         |
| 9.  | «Мама»                                | 3:10         |
| 10. | «Стоп-слово»                          | 2:47         |
| 11. | «Барбисайз» (совместно с Мэйби Бэйби) | 3:04         |
| 12. | «Маленькая леди»                      | 2:35         |
| 13. | «Засыпать»                            | 5:41         |

## Чарты
| Чарт (2022)               | Высшая позиция |
| ------------------------- | -------------- |
| Россия (iTunes)           | 1              |
| Украина (Apple Music)     | 1              |
| Молдова (Apple Music)     | 2              |
| Казахстан (Apple Music)   | 3              |
| Беларусь (Apple Music)    | 3              |
| Эстония (Apple Music)     | 4              |
| Латвия (Apple Music)      | 4              |
| Литва (Apple Music)       | 16             |
| Узбекистан (Apple Music)  | 17             |
| Азербайджан (Apple Music) | 46             |
| Польша (Apple Music)      | 73             |